# 日本舞踊工藤流
工藤流は、日本舞踊における流派の一つ。中京五流に数えられる。 

## 概歴
- 初代家元工藤倉鍵は明治22年名古屋で生まれ、4歳から名古屋西川流の西川倉治師に入門、明治35年倉鍵を名乗り、明治42年3月「倉鍵舞踊」として御園座で会を開く。
- 昭和12年創流して工藤流を名乗り、初世家元工藤倉鍵となる。
- 昭和35年長女稔子が二世家元工藤倉鍵を名乗る。
- 昭和53年二世家元長男扇寿が扇寿の名前のままで三世家元を継承する。
- 平成23年第100回工藤会を御園座で開くにあたり三世家元長男英記が四世家元工藤倉鍵を襲名し今に至る。

## 主な舞台
- 工藤会（100回は中京地方では最多回数を誇る）中京五流舞踊など
- 四世家元工藤倉鍵は、現在　名古屋日本舞踊協会幹事  愛知芸術文化協会会員 学校法人河合塾トライデントスポーツ医療科学専門学校非常勤講師 中央ライフカレッジ講師 静岡新聞SBS学苑講師 中日文化センター講師を務める。